# 瀬尾浩司
瀬尾 浩司（せお ひろし、1968年 - ）は日本の写真家。広島県生まれ。京都精華大学デザイン科を卒業後、写真家植田正治に師事。

## 来歴
2000年からフリーの写真家として、音楽CDや写真集（福山雅治・つるの剛士・佐藤健・三浦春馬・AKB48・EXILEなど）、ファッション（TAKEO KIKUCHIやユナイテッドアローズ、BEAMSなど）、雑 誌、広告、TV、写真展などのさまざまな分野で作品を発表し続けている。
2006年から2008年、5人の写真家が福山雅治を撮影した写真展『PHOTO STAGE』を六本木森ビルアーツギャラリー、長崎県立美術館、植田正治写真美術館で開催。
2008年から2015年まで毎年、六本木 axis ギャラリーにて、次世代のために銀塩写真技術や機材、フイルム、印画紙等を守 っていく思いを繋げるプロジェクトとして、写真展『Gelatin Silver Session -Save The Film』に参加。2009年、六本木富士フイルムスクエアーで、2013年、植田正治写真美術館で亡き師匠に捧げる写真展『うえだ好き』をプロデュースし話題になった。
東京都写真美術館、植田正治写真美術館、新津美術館、高松市美術館、などでワークショップも開催。
また、「旅する写真家」としての異名を持つことで、老舗鞄メーカーからコラボバッグをプロデュースするなど活動は多岐にわたる。2017年様々なジャンルの「家元」をとらえたプロジェクト『OIEMOTO』を始動。2019年3月より同シリーズがロンドン・オランダ・アメリカ・カナダ・東京を巡回。2021年にはコロナ禍で制作した『BEYOND』を発表し東京・表参道で個展を開催した。

## 主な写真展
- PHOTO STAGE, 六本木森ビルアーツギャラリー
- PHOTO STAGE 2,  植田正治写真美術館
- PHOTO STAGE 3, 長崎県立美術館
- Gelatin Silver Session -Save The Film, 六本木アクシスギャラリー
- うえだ好き(Love Ueda),Tokyo Midtown,富士フイルムスクエアー
- I LOVE FILM: Exhibit, Aoyama lomography
- 写真すること(Doing Photography), Photo Exhibition of X-series
- Contact Prints, Presented by At Photo Tokyo edition zero TCK
- 100-X Photographers, Tokyo Midtown,富士フイルムスクエアー
- 「OIEMOTO EXHIBITION」  　イギリス・ロンドン　Peacock Theatre  　オランダ・アムステルダム　Theatre Amsterdam  　アメリカ・ニューヨーク　Queens Theater  　カナダ・トロント　Roy Thomson Hall　など
- 「OIEMOTO Photo by. HIROSHI SEO × DESIGNART TOKYO 2019」東京・表参道
- 「BEYOND-PHOTO BY HIROSHI SEO」東京・表参道